# Saleh al-Arouri
Saleh al-Arouri (Arabiska: صالح العاروري), född 19 augusti 1966 i 'Arura på Västbanken, död 2 januari 2024 i Beirut i Libanon, var en palestinsk militant islamist och ledarfigur i Hamas. Han var medgrundare till organisationens väpnade gren Qassambrigaderna, och tjänade som Hamas vice ordförande samt ledare på Västbanken fram till sin död, de sista åren från exil i Libanon.
Efter att ha studerat Sharia vid Hebrons universitet rekryterades han av Hamas under den första intifadan 1987. Han steg i graderna och blev vid flera tillfällen gripen av Israel, varefter han bannlystes från landet men fortsatte att utöva ett stort inflytande över Hamas från exil i Syrien, Turkiet, Qatar och slutligen Libanon. I Hamas hade han ansvaret för rekrytering, pengainsamling, och översåg organisationens verksamhet på Västbanken. År 2015 stämplades han som terrorist av USA, som erbjöd 5 miljoner dollar för information som ledde till hans gripande eller död. 2017 utsågs han till vice ordförande för Hamas. Han anses ha deltagit i planeringen av flera terrordåd, inklusive Hamas attack mot Israel 7 oktober 2023, och dödades i det efterföljande kriget av en Israelisk drönarattack i stadsdelen al-Dahiya i Beirut.
Al-Arouri var gift med en kvinna som han var förlovad med i 12 år medan han satt i israeliskt fängelse, och uppges ha fått en dotter med henne 2014.